# 穂積律之助
穂積 律之助（ほづみ りつのすけ、1884年（明治17年）8月13日 - 1959年（昭和34年）2月23日）は、日本の工学者、大日本帝国海軍軍人。最終階級は海軍造船少将。

## 経歴
1884年に穂積陳重と妻歌子（渋沢栄一の長女）の次男として東京府に生まれる。栄一にとっては2番目の孫であった。1910年（明治43年）に東京帝国大学工科大学造船学科を卒業。海軍艦政本部部員、呉海軍工廠造船部長、艦政本部出仕、海軍技術研究所造船研究部長などを歴任し、1933年（昭和8年）に予備役に編入された。
その後、祖父・渋沢栄一が設立に関わった石川島造船所株式会社（現在のIHI）取締役・造船部長を務めた。

## 家族
- 穂積陳重 - 父。男爵。東京大学法学部長、英吉利法律学校(現中央大学)創立者、貴族院勅撰議員、帝国大学法科大学長、枢密院議長。
- 穂積歌子 - 母。歌人。渋沢栄一長女。
- 穂積八束 - 伯父。東京帝国大学法科大学長　日本法律学校(現日本大学)創立者、貴族院勅撰議員、宮中顧問官。前妻は伊達宗城家令・西園寺公成の長女さと（早世）、後妻は浅野総一郎(浅野財閥創始者)の長女まつ。
- 阪谷琴子 - 叔母。(渋沢榮一次女)。阪谷芳郎(子爵。第11代大蔵大臣。東京市長。貴族院議員)の妻。
- 穂積重遠 - 兄。男爵。東京帝国大学法学部長、最高裁判所判事、東宮大夫兼東宮侍従長、貴族院議員。岳父に児玉源太郎(子爵、台湾総督、内務大臣、陸軍大臣、参謀総長)、義弟に木戸幸一(侯爵、内大臣、内務大臣、貴族院侯爵議員、重臣)。
- 渋沢孝子 - 妹。渋沢元治(東京大学工学部長、名古屋大学総長)の妻。
- 石黒光子 - 妹。石黒忠篤(農林省次官、農商大臣、参議院議員)の妻。
- 穂積真六郎 - 弟。朝鮮総督府殖産局長。参議院議員。
- 市河晴子 - 妹。市川三喜(東京大学教授、日本英文学会初代会長)の妻。
- 久保泰子 - 長女。久保正幡(東京大学法学部長、國學院大学教授)の妻。
- 磯野富士子 - 次女。モンゴル研究家。磯野誠一(東京教育大学文学部教授、神奈川大学教授)の妻。
- 妻の季子は、実業家榊茂夫の三女[3]。
- 渋沢敬三 - 従弟。第49代大蔵大臣、第16代日本銀行総裁。第一銀行(現みずほ銀行)副頭取、国際電信電話(現KDDI)初代社長。
- 尾高朝雄 - 従弟。東京大学法学部長。日本学術会議副会長。